# Liphanthus breviceps
Liphanthus breviceps är en biart som först beskrevs av Heinrich Friese 1916.  Liphanthus breviceps ingår i släktet Liphanthus och familjen grävbin. Inga underarter finns listade i Catalogue of Life.